# 한림재단
한림재단은 이현만이 설립한 학력인정 평생교육시설을 운영하는 재단이다.

## 산하 학교
- 한림연예예술고등학교
- 한림중실업고등학교